# Nenčo Stajkov
Nenčo Stajkov (bulharsky Ненчо Стайков, * 19. prosince 1955 Varna) je bývalý bulharský silniční cyklista. Je synovcem cyklistického reprezentanta Nenča Christova.
Dvanáctkrát startoval na Závodě míru. Nejlepšího výsledku dosáhl v roce 1984, kdy dojel druhý s patnáctisekundovou ztrátou na Sergeje Suchoručenkova. V roce 1979 byl celkově sedmý a v roce 1985 desátý, také získal na Závodě míru dvě etapová vítězství. Jeho silnou zbraní byla časovka. Vyhrál etapový závod Kolem Bulharska v letech 1978, 1980 a 1984. V roce 1984 se stal celkovým vítězem závodu Kolem Turecka. V roce 1986 vyhrál na Tour de Normandie, na Circuit des Ardennes byl v roce 1986 třetí a v roce 1987 druhý.
Reprezentoval Bulharsko na Letních olympijských hrách 1980, kde závod jednotlivců s hromadným startem nedokončil a v časovce družstev skončil šestý. Na mistrovství světa v silniční cyklistice dosáhl nejlepších výsledků v roce 1979, kdy byl desátý v individuálním závodě amatérů a osmý v časovce družstev. Byl mistrem Bulharska v závodě s hromadným startem v letech 1982 a 1983 a v časovce jednotlivců v letech 1978, 1982 a 1984. V roce 1986 se stal cyklistickým mistrem Balkánu.
Kariéru zakončil v Portugalsku v týmu Atum Bom Petisco. Poté pracoval jako zahradník i cyklistický trenér, neúspěšně kandidoval na předsedu Bulharské cyklistické federace.